# 電姬戲院
電姬戲院位於臺灣臺南市麻豆區中山路上，當地人慣稱為「電姬館」。該戲院落成於日治時期的昭和十三年（1938年），是由當地望族陳臣所興建，而目前該戲院已經歇業。據陳臣之孫陳昇陽表示舊稱「電姬館」中的「電」便是指「電影」，「姬」是從日文本義「公主」引申出「雍榮尊貴」之義。
2018年11月13日，該建築以「原電姬館」的名義公告為臺南市歷史建築。

## 沿革

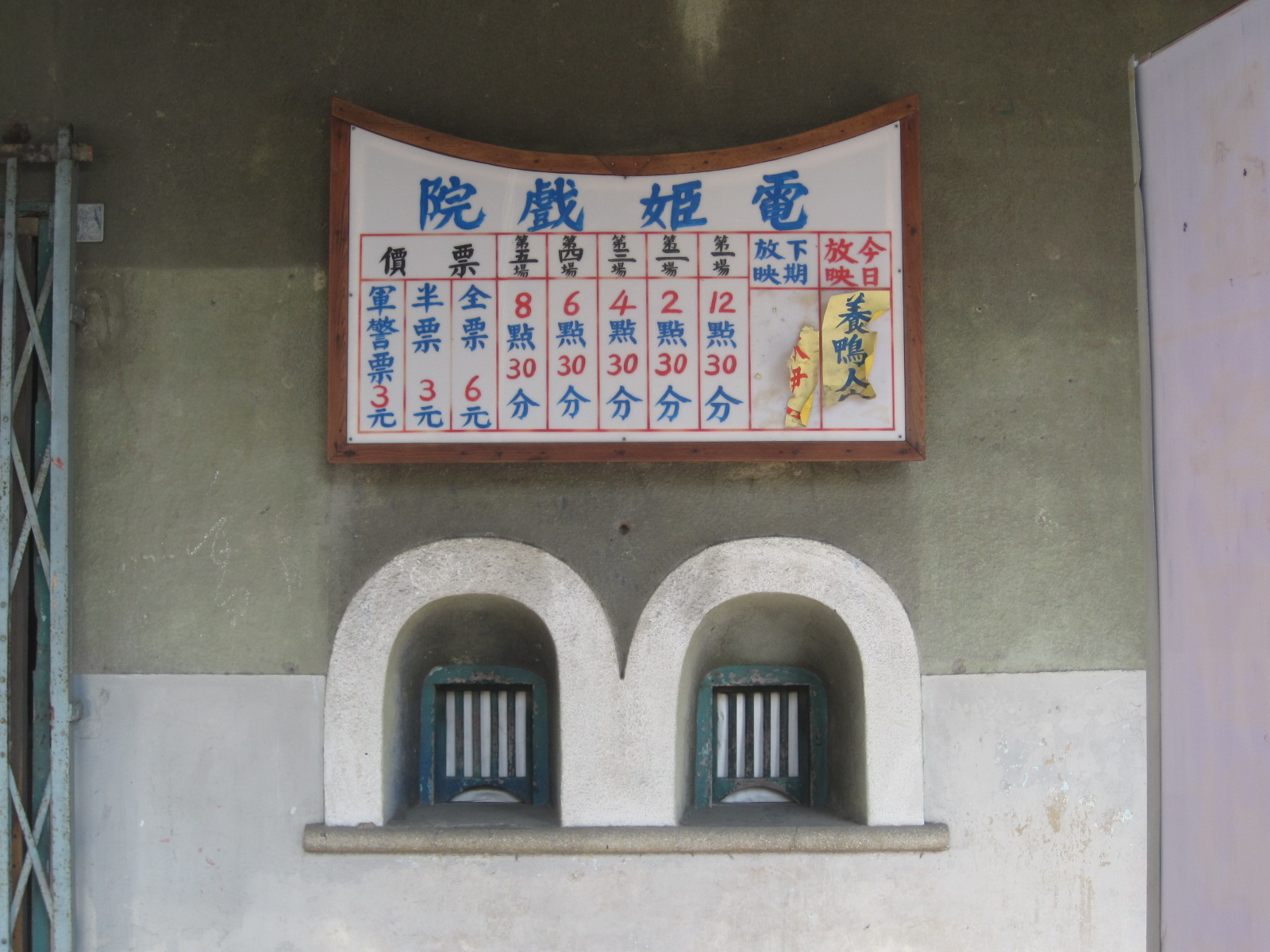
售票口

電姬戲院的創立由來是因為當地士紳考量麻豆只有上帝爺廟後的竹仔戲院，遂提出申請希望再成立一間戲院，但遭曾文郡郡守駁回，理由是仕紳們的財力不足以經營戲院，並點名只有陳臣才有足夠的財力，於是仕紳們就拜託陳臣出面申請才獲准。戲院興建約耗資25000日圓，分成250股，大多由陳臣父子與陳家親戚承攬。
電姬館一開幕，陳臣便聘請專業經理管理，放映黑白默劇片，不過因費用偏高，所以顧客多為日本人，二次大戰期間一度歇業。二次大戰後，電姬館的經營改由陳臣三子陳福德接手，並於1949年改名電姬戲院，而在戲院除了上映過默片與黑白電影外，也曾上演過布袋戲與歌仔戲。後來電影業逐漸不景氣，戲院也曾做為歌舞團的表演場所，約於1987年歇業。
1999年，導演張志勇拍攝電影《沙河悲歌》（原著七等生）時，曾以電姬戲院為背景。
2007年，導演侯孝賢因應坎城影展60週年邀約各國導演拍攝關於電影院為主題之相關短片，執導坎城影展60周年紀念短片集浮光掠影─每個人心中的電影院（英文：To Each His Own Cinema 法文: Chacun son cinéma）之短片：〈The Electric Princess House - 電姬館〉。全片於電姬戲院拍攝，片中的軍人夫妻由張震與舒淇飾演。侯導並邀請老師父顏振發重出江湖繪製「秋水伊人」、「養鴨人家」等六十年代大型電影海報看板，讓電姬戲院重返昔日風華。
2019年6月10日，因內部年久失修、木構腐朽，所有權人陳家大房授權管理人陳宏仰委託包商評估，但包商在未通知所有權人的情況下進行拆除作業。一樓200多個座位及舞台部分已遭拆除。臺南市政府文化局會勘後，要求停工。8月11日下午，國立臺南藝術大學搶救團隊獲得所有權代表人同意，將放映室內的文物（包括殘存電影膠捲）帶回南藝大保存。因Rola牌碳精棒放映機重達百公斤，因此還出動吊車將放映機吊出來。這些文物之後會由南藝大和電影文化資產保存協會合作進行整理。

## 建築
電姬戲院是由陳臣聘請日本建築師所設計，正面有三個圓框，分別框著「電」、「姬」、「戲院」四字，而在其兩旁各有七個石獅浮雕，象徵著每週七天都在營業的意思。而建築物裡面有兩層觀眾席，一樓可坐300人，而二樓則可容納100人。此外在戲院的舞臺下方，為了達到立體回音的效果，還埋有甕缸。

## 外部連結
- 「The Electric Princess House - 電姬館」，2007年坎城影展「浮光掠影：每個人心中的電影院」侯孝賢導執導短片 （页面存档备份，存于）